# 曲也怯律
曲也怯律（12世纪？—1226年），西夏末期将领。
曲也怯律在西夏守卫甘州。他的妾室不被嫡妻接纳，妾室去管理羊群。她的儿子察罕少年牧羊，勇武过人，懂礼仪，被成吉思汗收养。察罕随成吉思汗征战立功，后来攻打西夏。至甘州时，察罕射箭入城，劝说父亲曲也怯律和十三岁的弟弟归降蒙古。弟弟与察罕在高处约见，议定归降之事。副将阿綽得知后，联合三十六人，合谋杀死曲也怯律父子。